# Hafizullah Qadami
Hafizullah Qadami (en dari : حافظ الله قدمی) (né le 20 février 1985 à Kaboul en Afghanistan) est un joueur de football international afghan.